# 屋嘉訓練場
屋嘉訓練場 (やかくんれんじょう、Yaka Training Area) は、沖縄県金武町屋嘉にあった米軍基地 (施設番号 FAC6116)。1974年に返還されている。

## 概要
- 名称: 屋嘉訓練場
- 施設番号: FAC6116
- 場所: 金武村字屋嘉
- 面積: 約2,036k㎡
- 返還: 1974年3月31日[1]
- 使用目的: 訓練場
- 管理: アメリカ海兵隊

## 歴史
1958年10月、当時の金武村長と米軍との直接契約により、米海兵隊の演習場として提供開始されたが、ほとんど使用されることがなかった。
1971年6月、日米間で「沖縄返還協定」が調印され、「了承覚書」において屋嘉訓練場が継続使用の米軍基地 (A表) として記載されていたことが判明する。
1974年、第15回日米安全保障協議委員会において、屋嘉訓練場、ボロー・ポイント射撃場等、48施設の全部又は一部の返還について合意する。3月31日、全部返還。地位協定第二条4(e)。
返還後は、約2,036k㎡の返還地のうち、農地開発事業 (788k㎡) と屋嘉ダム建設 (460k㎡) に使用された。

## 沖縄返還協定「了解覚書」問題
1971年6月の日米合意「沖縄返還協定」は、地元の自治体や沖縄県の存在なくして日米間で取り決められたため、沖縄の施政権移行後に継続して米軍基地として提供されるリスト「了解覚書 A表」に、実際には軍用地ではない地所も含まれ、それにより日本側から米軍側に新たに基地として提供される地所が7事案浮上した。米軍が主張する「屋嘉訓練場」は、実際には許可を取り付けての一時使用であって、その許可もベトナム戦争以降は地元の許可がなく、使用されていなかった地所である。

核抜き本土並みをうたった沖縄返還協定で、地元住民が知らないうちに、地所が継続使用の米軍基地リスト (A表) に掲載されていることが明らかになると、地元に当然のように動揺が広がった。
日米合意の内容が明らかになって以降、政府関係者が屋嘉訓練場に該当する地元に日参し、地元の同意を取り付けた。
| 沖縄返還協定・了解覚書でA表 (継続使用の米軍基地) に追加された非軍用地 |                  |               |                          |
| FAC6102                                                               | 安波訓練場       | 安波訓練場    | 地位協定第2条4 (b)の使用 |
| 3                                                                     | 川田訓練場 ※     | 川田訓練場    | 地位協定第2条4 (b)の使用 |
| 8                                                                     | 瀬嵩訓練場 ※     | 瀬嵩第1訓練場 |                          |
| AC6112                                                                | 久志訓練場       | 久志訓練場    | 地位協定第2条4 (b)の使用 |
| AC6116                                                                | 屋嘉訓練場       | 屋嘉訓練場    | 地位協定第2条4 (b)の使用 |
| AC6181                                                                | 浮原島訓練場     | 浮原訓練場    | 地位協定第2条4 (b)       |
| 83                                                                    | 前島訓練場 ※     | 前島訓練場    | 地位協定第2条4 (b)       |
| 1971年合意後にA表に追加された地所                                     |                  |               |                          |
| FAC6089                                                               | 那覇海軍航空施設 |               | 那覇空港                 |
| FAC6090                                                               | 伊波城観光ホテル |               |                          |

1974年3月31日、屋嘉訓練場が全返還された。その地所の4分の1は、屋嘉ダムの用地となった。

## 屋嘉ダム建設
金武町はかつてより地下水が豊富で県下でも有数の水所として有名であったが、1951年、金武や並里ではダムからの導水管敷地が米軍に接収され、水道給水が停止し、ボーリングなどの給水施設を模索することになる。屋嘉でも水源地、嘉喜又原の汚染などで水問題に悩まされた。1982年、屋嘉ダムを竣工し、1,220人分の簡易水道用水を確保した。